# Chrysorithrum separatum
Chrysorithrum separatum là một loài bướm đêm trong họ Erebidae.